# Hospodar

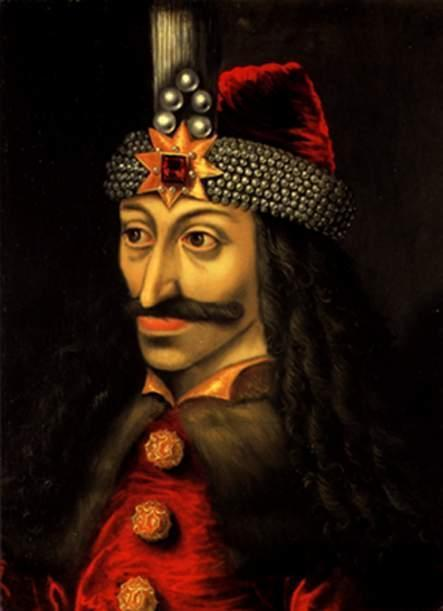
Hospodar (Wład Palownik)

Hospodar (pol. gospodarz) – tytuł władców używany od XIV wieku przez kancelarie posługujące się językiem ruskim. W Rosji gosudar był tytułem cara. Jest to stare słowo pochodzenia słowiańskiego (w jęz. ros. Господарь), oznaczające pana, władcę, księcia.
W języku polskim stosowane najczęściej z przymiotnikiem mołdawski lub wołoski – dla określenia władcy Mołdawii lub Wołoszczyzny w wiekach XIV–XVIII.
Tytułu hospodara, jako nadrzędnego w stosunku do podległych im litewskich i ruskich książąt oraz kniaziów, oficjalnie używali również wielcy książęta litewscy, przede wszystkim w okresie sprzed zawarcia unii lubelskiej (1569). Przykładowo w statutach litewskich Zygmunt III Waza, tytułował siebie hospodarem, w ten sam sposób szlachta na Litwie oddawała cześć władcy: Naiaśnieyszy Hospodar Król Jego Mość. Taka tytulatura nadal jest przyjmowana niekiedy we współczesnej polskiej historiografii.